# Neurohipófisis
La neurohipófisis (hipófisis posterior o pituitaria posterior) es el lóbulo posterior de la hipófisis que forma parte del sistema endocrino. La neurohipófisis no es una glándula secretoria como lo es la hipófisis anterior (adenohipófisis), la neurohipófisis es una prolongación anatómica del hipotálamo, con el que forma una unidad, está principalmente formada por axones de los núcleos supraópticos y paraventriculares, ella sirve como un sitio para la secreción de las hormonas neurohipofisarias (oxitocina y vasopresina) directamente a la sangre. Estos axones se dirigen, a través de la eminencia media y el infundíbulo hipotalámico del tallo hipofisario, hacia el lóbulo posterior de la hipófisis.
El sistema hipotalámico-neurohipofisario está compuesto por el hipotálamo (el núcleo paraventricular y el núcleo supraóptico), la hipófisis posterior y estas proyecciones axonales.  

## Embriología
La neurohipófisis se desarrolla como evaginación del piso del tercer ventrículo del diencéfalo, conocido como infundíbulo, al que queda unido a través del "tallo de la hipófisis". Durante la embriogénesis, las células neuroepiteliales del revestimiento del tercer ventrículo maduran en neuronas magnocelulares mientras migran lateralmente hacia y por encima del quiasma óptico para formar el núcleo supraóptico y hacia las paredes del tercer ventrículo para formar los núcleos paraventriculares.

## Irrigación sanguínea
El riego sanguíneo de la hipófisis posterior proviene de las arterias hipofisarias inferiores, que son ramas de las arterias comunicantes posteriores. El drenaje es hacia el seno cavernoso y la vena yugular interna.

## Estructura

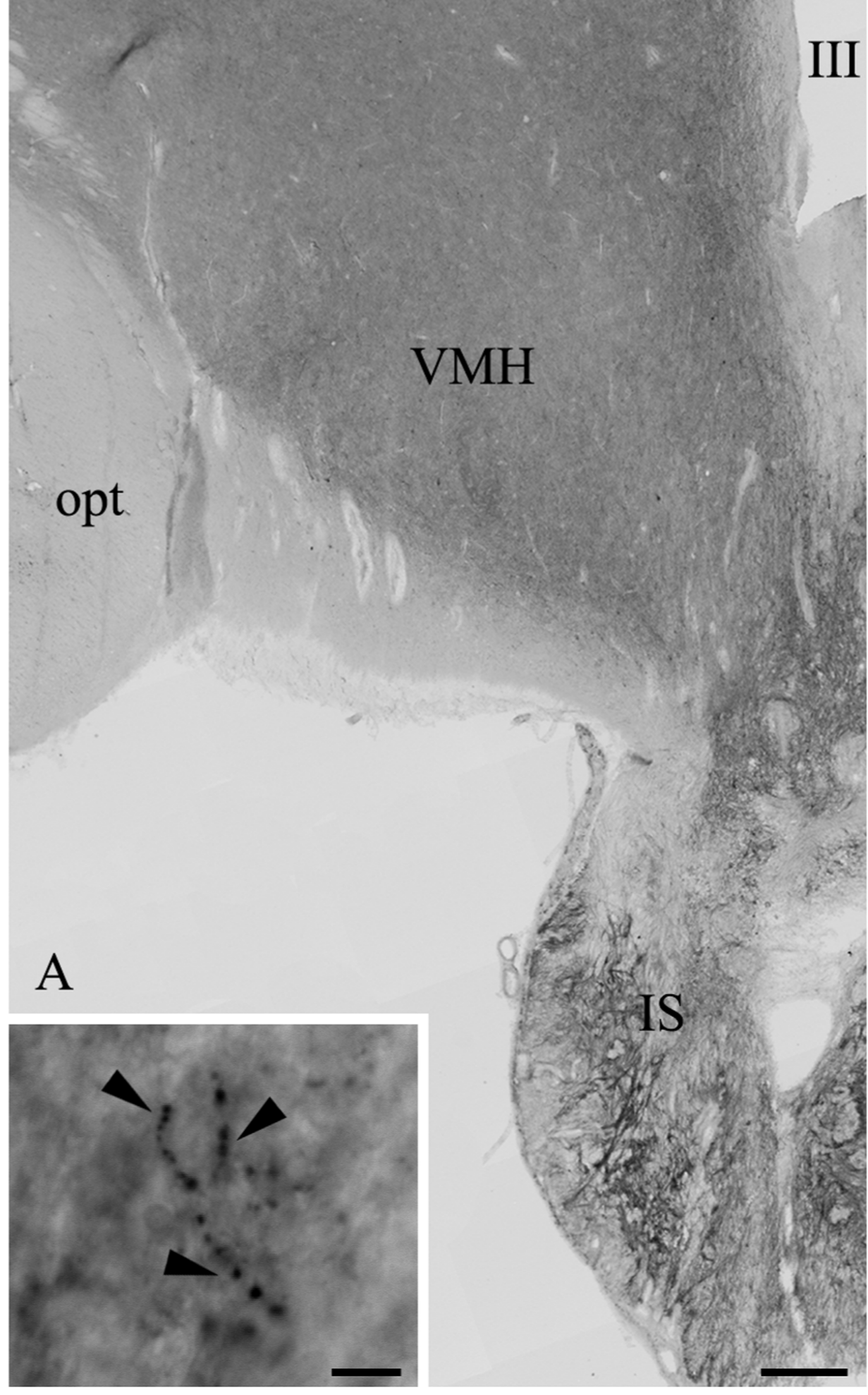
Tallo infundibular del hipotálamo humano
IS =Infundíbulo del hipotálamo.
VMH= Hipotálamo ventromedial.
Barra de escala 0,5 mm. en A

La neurohipófisis es una prolongación anatómica del hipotálamo, está formada por terminales axónicos de neuronas cuyos cuerpos neuronales se sitúan en los núcleos supraópticos y paraventriculares, desde donde los axones se disponen a lo largo del tallo hipofisario y llegan al lóbulo posterior, donde se ponen en contacto con capilares sanguíneos.

### Estructura celular
El 80% a 90% de los núcleos supraópticos están formados por  neuronas que producen vasopresina y prácticamente todos los axones se proyectan hacia la hipófisis posterior. La organización de los núcleos paraventriculares es más compleja y varía entre especies. En el ser humano, hay cinco subnúcleos y divisiones parvocelulares que sintetizan otros péptidos, como la hormona liberadora de corticotropina (CRH), la hormona liberadora de tirotropina, la somatostatina y los opioides. Las neuronas parvocelulares se proyectan hacia la eminencia media, el tronco encefálico y la médula espinal. El núcleo supraquiasmático, que se encuentra en la línea media en la base y anterior al tercer ventrículo, también sintetiza vasopresina y controla el ritmo circadiano y estacional.
Axones
La hipófisis posterior consta principalmente de proyecciones neuronales (axones) de células neurosecretoras magnocelulares que se extienden desde los núcleos supraóptico y paraventricular del hipotálamo. Estos axones almacenan y liberan las hormonas neurohipofisarias oxitocina y vasopresina en los capilares neurohipofisarios, desde allí ingresan a la circulación sistémica (y en parte regresan al sistema portal hipofisario).
Pituicitos
Además de los axones, la hipófisis posterior también contiene pituicitos, que son células gliales especializadas, que se asemejan a los astrocitos, que ayudan en el almacenamiento y liberación de hormonas.

### Estructura capilar

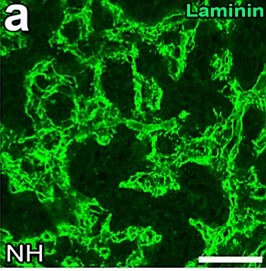
Perfil vascular de aspecto rugoso dentro de la Neurohipófisis.

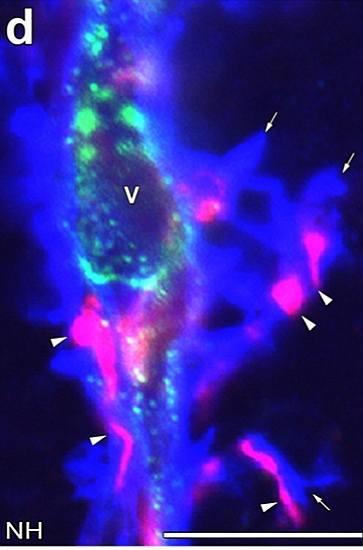
Pericapilar dentro de la Neurohipófisis. Pericitos en fucsia. Espacio perivascular en azul. V= luz vascular capilar. Inmunohistoquímica. Microscopía confocal.

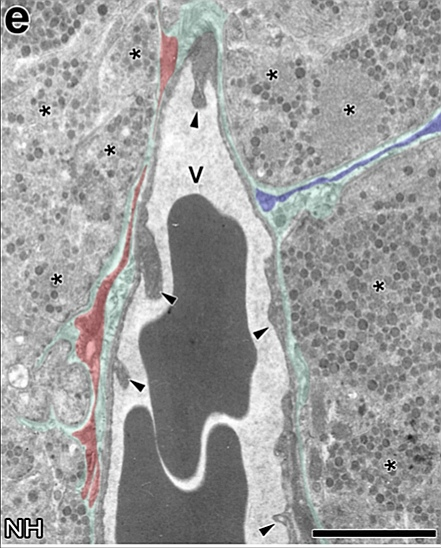
Capilar en la Neurohipófisis. Membrana basal interna (BM, sombra roja). Pericito protuberancias perivasculares (sombra azul). Espacio perivascular sombra verde. Células endoteliales puntas de flecha. Microscopio electrónico.

La neurohipófisis (NH) no necesita una barrera hematoencefálica, para proteger los somas de las neuronas y por lo tanto, su microvasculatura posee capilares fenestrados.

La estructura vascular de la neurohipófisis es única, porque tiene un amplio espacio perivascular entre las membranas basales interna y externa.

La NH tiene una membrana basal vascular de tipo «rugoso», con espacios perivasculares  amplios, y estructuras de extensión especializadas llamadas "protuberancias perivasculares".

El aspecto rugoso o irregular se debe principalmente a los complejos procesos celulares de los pericitos que en el NH funcionan como células murales vasculares, que rodean las células endoteliales. En el NH, los pericitos se alinean paralelos a las células endoteliales y extienden sus prolongaciones celulares o "protuberancias perivasculares" en el espacio intersticial entre las terminales de los axones.

Tiene una permeabilidad vascular que está limitada por el tamaño de las fenestras, que están de acuerdo con el peso molecular de las hormonas neuropéptidos hipotalámicas secretadas.

### Regiones anatomía
La clasificación de la hipófisis posterior varía, pero la mayoría de las fuentes incluyen las dos regiones siguientes:

#### Pars nervosa
También llamada lóbulo neural o lóbulo posterior, esta región constituye la mayor parte de la hipófisis posterior y es el sitio de almacenamiento de oxitocina y vasopresina. A veces (incorrectamente) considerada sinónimo de la hipófisis posterior, la pars nervosa incluye cuerpos de Herring y pituicitos. 

#### Tallo infundibular
También conocido como infundíbulo o tallo pituitario, el tallo infundibular une los sistemas hipotalámico e hipofisario.
Algunas fuentes incluyen la pars intermedia como parte del lóbulo posterior, pero esta es una opinión minoritaria. Se basa en la separación anatómica macroscópica de la hipófisis posterior y anterior a lo largo de los restos quísticos de la bolsa de Rathke, lo que hace que la pars intermedia permanezca unida a la neurohipófisis.

#### Eminencia media
Se suele dividir a la neurohipófisis como estructura "ampliada" en tres sectores: eminencia media, infundíbulo y pars nervosa. La eminencia mediana solo se incluye ocasionalmente como parte de la hipófisis posterior. Otras fuentes lo excluyen específicamente de la hipófisis. 

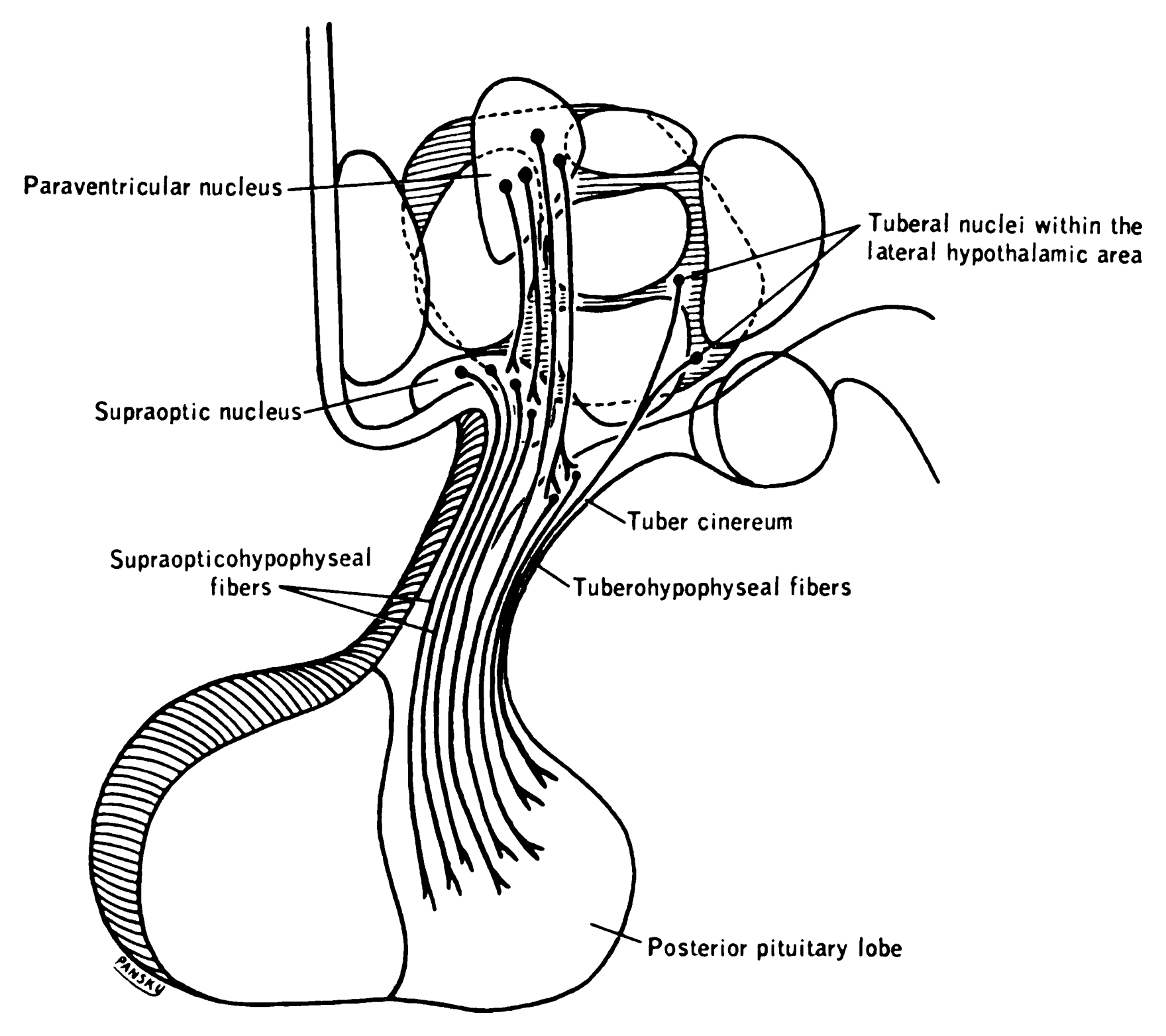
Haces de fibras nerviosas a través del infundibulo, hacia la Neurohipófisis. Corte longitudinal.

La eminencia media (ME) forma el piso del tercer ventrículo (IIIV), está situada entre el quiasma óptico y el tallo hipofisiario. La ME es una delgada banda de tejido nervioso, constituida por: una zona dorsal o superior y una zona ventral o inferior, que es la que contacta con los capilares primarios del sistema porta hipotálamo-hipófisis.
Por la zona interna de la ME transcurren los axones amielínicos neurosecretorios del núcleo supraóptico y el núcleo paraventricular. En la zona externa terminan los axones del núcleo arcuato directamente en los capilares portahipofisiarios. A este tracto de fibras se le conoce también como haz túbero-hipofisiario.

## Secreción
La Neurohipófisis (NH) forma parte del sistema neuroendócrino. Los axones terminales, procedentes de las neuronas del hipotálamo, secretan dos hormonas principales en el plexo capilar exclusivo del lóbulo posterior de la hipófisis. Este sistema capilar conduce las hormonas secretadas a la circulación general.

### Secreción hormonal

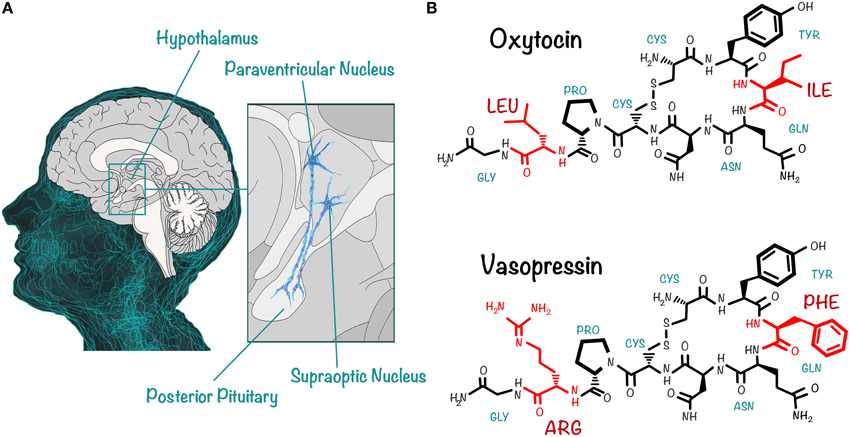
OXY, ADH

La vasopresina (VP) y la oxitocina (OT) son nonapéptidos, que se sintetizan principalmente en las neuronas magnocelulares de los núcleos paraventriculares y supraópticos y pueden actuar como neurotransmisores y/o neuromoduladores.
Las terminaciones nerviosas de la neurohipófisis (NH) tienen un diámetro medio de aproximadamente 2 micrómetros (μm), aunque se pueden observar terminales mucho más grandes (de aproximadamente 5-10 μm.

En la neurohipófisis el material de neurosecreción se almacena en gránulos neurosecretorios de 100-200 nanómetros (nm), que se ubican en los extremos dilatados de los axones de neuronas que tienen su soma en el hipotálamo y se libera según sea necesario. Unos cerca de los capilares y los otros en dilataciones axonales llamados cuerpos de Herring.

El transporte axonal de las vesículas desde los núcleos hipotalámicos hasta la neurohipófisis dura cerca de dos horas.[cita requerida]

Los axones de las neuronas neurosecretoras contactan directamente con la membrana basal de los capilares fenestrados dentro de la neurohipófisis. Las células gliales llamadas pituicitos interponen sus prolongaciones celulares, entre las terminales de los axones y la membrana basal, cuando las demandas de hormonas son bajas (en condiciones no estimuladas). Las estimulaciones fisiológicas crónicas aumentan el contacto directo de los terminales axónicos con la membrana basal vascular, cuando las demandas de neurosecreción aumentan, lo que permite un mayor contacto neuro-vascular y volcado de hormonas a la sangre.
Los estímulos que desencadenan la secreción de vasopresina o de oxitocina desde la neurohipófisis, actúan sobre el potencial de membrana de los somas de las neuronas magnocelulares (MC), que generan un potencial de acción que se transmite por el axón y llega al terminal axónico en la neurohipófisis. Donde se despolariza la membrana y aumenta el calcio intracelular, liberando por exocitosis la hormona y la neurofisina al sistema circulatorio.

Estas neuronas neurosecretoras muestran una actividad eléctrica de trenes de potenciales «ráfagas», en respuesta a varios estímulos fisiológicos. Las neuronas liberadoras de péptidos, liberan al máximo el neurotransmisor solo en respuesta a patrones de actividad específicos de «estallido».

La liberación de VP y OXYT a nivel de la neurohipófisis está directamente relacionada con los diferentes patrones de descarga, y también está regulada por la actividad de varios canales iónicos dependientes de voltaje que están presentes en sus terminales axonales.

## Función
La Neurohipófisis (o hipófisis posterior), posee dos hormonas que son la oxitocina (OT)
y la hormona antidiurética o vasopresina (VP).

La VP y la OT se sintetizan principalmente en las neuronas magnocelulares de los Núcleos paraventriculares y los Núcleos supraópticos del hipotálamo. 
| Hormona     | Otros nombres                               | símbolo(s)   | Objetivos principales     | Efecto                                                                              | Fuente                                   |
| ----------- | ------------------------------------------- | ------------ | ------------------------- | ----------------------------------------------------------------------------------- | ---------------------------------------- |
| Oxitocina   |                                             | OT, OXY      | Útero, glándulas mamarias | Contracciones uterinas; lactancia                                                   | Núcleos supraópticos y paraventriculares |
| Vasopresina | Arginina vasopresina, hormona antidiurética | VP, AVP, ADH | Riñones y arteriolas      | Estimula la retención de agua; eleva la presión arterial al contraer las arteriolas | Núcleos supraópticos y paraventriculares |

La neurohipófisis se limita a almacenar los productos de secreción del hipotálamo. Los axoplasmas de las neuronas de los núcleos hipotalámicos supraóptico y paraventricular secretan la ADH y la oxitocina respectivamente. Estas hormonas se almacenan en las vesículas de los axones que llegan a la neurohipófisis. Esas vesículas se liberan en respuesta impulsos eléctricos generados en el hipotálamo.
Las células de la neurohipófisis se conocen como pituicitos y deben considerarse como células gliales de sostén.

### Hormonas liberadas en la neurohipófisis
- Hormona antidiurética (ADH) o vasopresina: Se sintetiza en las neuronas de los núcleos supraópticos del hipotálamo y es estímulada por una disminución del volumen plasmático y como consecuencia de la disminución en la presión arterial que esto ocasiona, y su secreción tiene como efecto aumentar la reabsorción de agua desde los túbulos colectores renales, también provoca una fuerte vasoconstricción por lo que también es llamada vasopresina.[17][18]

- Oxitocina (OT): Se sintetiza en los núcleos paraventriculares del hipotálamo y estimula la contracción de las células mioepiteliales de las glándulas mamarias,  lo que causa la eyección de leche por parte de la mama. Se estimula por la succión, transmitiendo señales al hipotálamo (retroalimentación) para que secrete más oxitocina.[6][5]

Las acciones fisiológicas de la vasopresina y de la oxitocina son muy diferentes, pero tienen una estructura similar. Son nonapéptidos con un puente disulfuro entre los aminoácidos cisteína de las posiciones 1 y 6 y difieren en los aminoácidos de las posiciones 3 y 8.

### Neurotransmisores
Su principal neurotransmisor estimulante es el glutamato y la principal entrada inhibidora es el ácido γ-aminobutírico.

## Significación clínica
La secreción insuficiente de hormona antidiurética (ADH), es la base de la diabetes insípida, una enfermedad en la que el cuerpo pierde la capacidad de concentrar la orina. Las personas afectadas excretan hasta 20 litros de orina diluida al día.
La secreción excesiva de vasopresina causa el síndrome de hormona antidiurética inadecuada (SIADH).

## Imágenes Adicionales

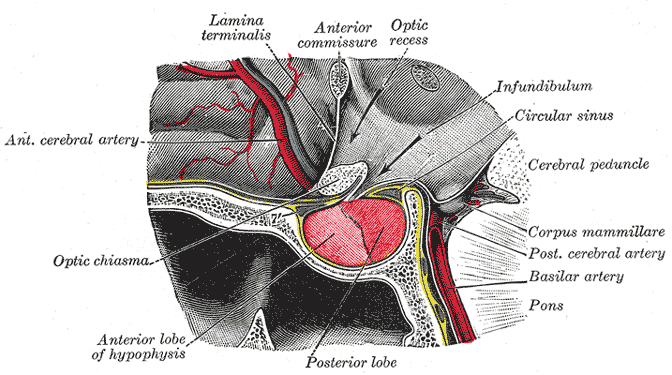
La pituitaria posterior comprende el lóbulo posterior de la glándula pituitaria.
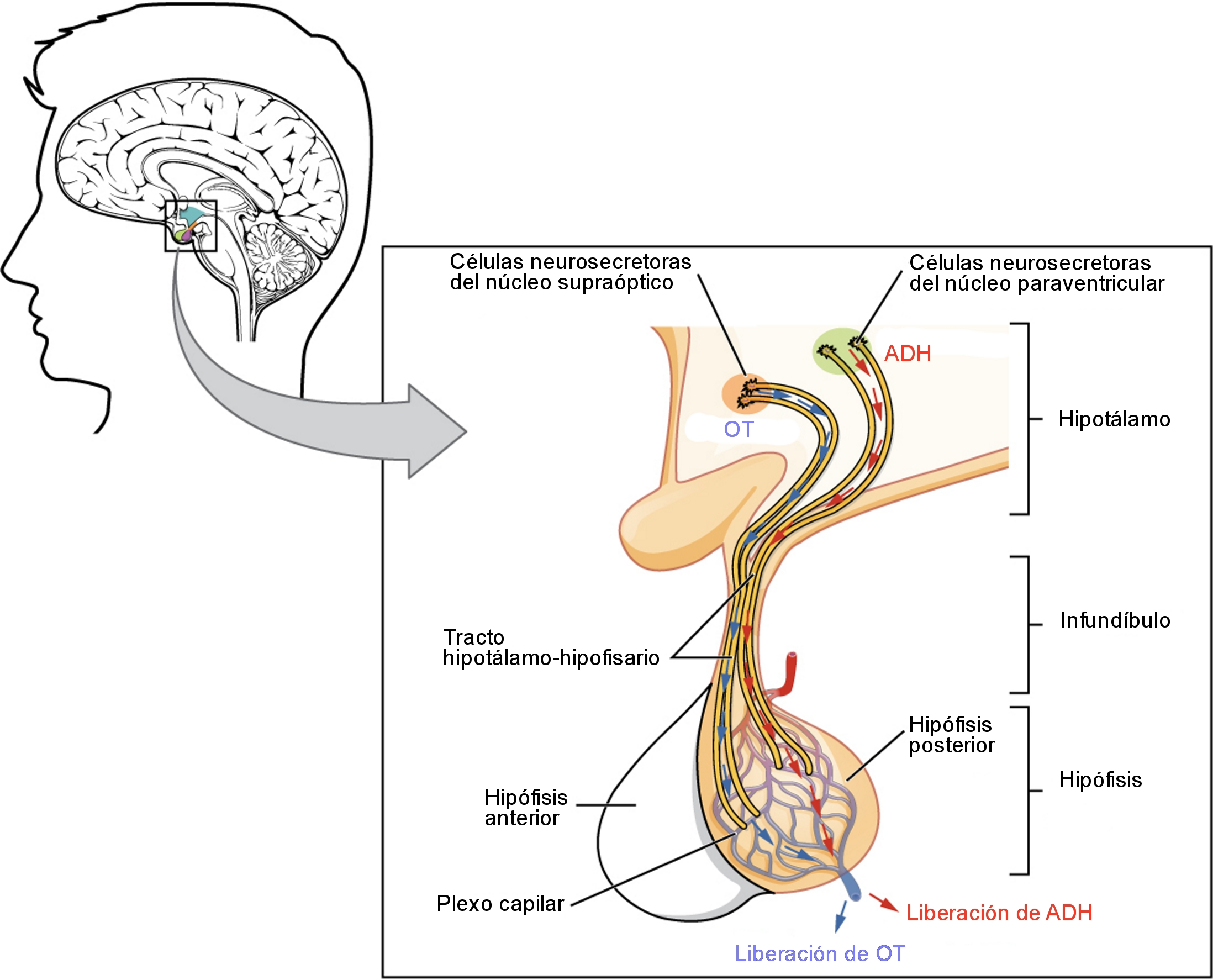
Esquema en el que se representa la síntesis de hormona antidiurética (ADH) y oxitocina (OT) en el hipotálamo y su liberación por la hipófisis posterior o neurohipófisis